# Leptothyra verruca
Leptothyra verruca är en snäckart. Leptothyra verruca ingår i släktet Leptothyra och familjen turbinsnäckor. Inga underarter finns listade i Catalogue of Life.